# ديفيد فونغ
ديفيد فونغ (بالإنجليزية: David Fung)‏ هو عازف بيانو أسترالي، ولد في 17 أغسطس 1988 في سيدني في أستراليا.

## وصلات خارجية
- ديفيد فونغ على موقع ميوزك برينز (الإنجليزية)